# 392 Wilhelmina
392 Wilhelmina је астероид главног астероидног појаса са пречником од приближно 62,88 km.
Афел астероида је на удаљености од 3,287 астрономских јединица (АЈ) од Сунца, а перихел на 2,479 АЈ.
Ексцентрицитет орбите износи 0,140, инклинација (нагиб) орбите у односу на раван еклиптике 14,329 степени, а орбитални период износи 1788,505 дана (4,896 године).
Апсолутна магнитуда астероида је 9,70 а геометријски албедо 0,058.
Астероид је откривен 4. новембра 1894. године.